# Eggemuseum
Das Egge-Museum ist ein Museum in Altenbeken (Nordrhein-Westfalen), in dem vornehmlich Exponate aus der Zeit gezeigt werden, als in Altenbeken die Eisengewinnung und -verarbeitung von Bedeutung war. Ausgestellt sind insbesondere kunstvolle Öfen und Ofen- und Herdplatten aus dem 16. bis 19. Jahrhundert. Zudem beheimatet das Egge-Museum, das sich in direkter Nachbarschaft zur Altenbekener Denkmalslok befindet, einen Gastronomiebetrieb.
Darüber hinaus hat sich das Egge-Museum einen Namen als Kleinkunstbühne gemacht und zieht zu den einzelnen Veranstaltungen Besucher aus der dem Kreis Paderborn und den Nachbarkreisen an.
Einige namhafte und aus Fernsehsendungen bekannte Künstler nutzen regelmäßig diese Bühne, um hier vor einer Tournee in einer Art „Generalprobe“ ihrem Programm „den letzten Schliff“ zu geben. 
Im Jahr 2007 traten unter anderen Künstler wie Martina Schwarzmann, Rainald Grebe, Gabi Köster, Wiglaf Droste, Volker Pispers, Fatih Çevikkollu und Paul Millns auf, vermittelt durch das „Kulturbüro OWL“ als Veranstalter. Auch der Westdeutsche Rundfunk zeichnet hier häufig Sendungen auf.